# Zastava M19
Zastava M19 (MCS, Modular Combat System) — сербский мультикалиберный автомат. Представляет собой развитие предыдущих моделей автоматов Zastava. Главной особенностью автомата является съёмный ствол, что позволяет использовать патроны 6,5 × 39 мм Grendel и 7,62 x 39 мм. Создан на основе экспериментального автомата Zastava M17.

## Конструкция
Несмотря на практически полное отсутствие внешнего сходства с предыдущими моделями автоматов Zastava, принцип работы остался неизменным и повторяет таковой у автомата Калашникова. 
Автоматика работает по принципу отвода части пороховых газов с длинным ходом поршня. Запирание канала ствола производится поворотом затвора с двумя боевыми упорами. В дульной части ствола нарезана резьба для установки дульных устройств, установлен пламегаситель. Ствол кованый, хромированный, быстросъёмный. Закреплен в ствольной коробке с помощью поперечного клина. Газовая камора (одновременно является стойкой мушки) закреплена на стволе и снимается вместе с ним. Чтобы снять ствол, необходимо отвести вниз и удерживать рычаг на правой стороне ствольной коробки, затем сдвинуть вправо рычаг на нижней стороне ствольной коробки. Ствольная коробка — штампованная из стального листа 1.5 мм. На крышке ствольной коробки расположена планка Пикатинни. Рукоятка взведения затвора Т-образная, разобщённая с затворной рамой, выполнена по типу AR-15: расположена в задней части ствольной коробки, над прикладом и остаётся неподвижной при стрельбе. При взведении затвора зацеп на рукоятке взаимодействует с выступом, расположенным в задней части затворной рамы. Досылатель затвора не предусмотрен. Предохранитель-переводчик двусторонний. Режимы огня — непрерывный или с отсечкой по одному выстрелу. В газовой каморе установлен регулятор для изменения скорости отката затворной рамы. Прицельные приспособления состоят из мушки и диоптрического целика. В передней части крышки ствольной коробки и на цевье выполнены отверстия системы рельсового крепления KeyMod. На нижней стороне цевья установлена ещё одна планка Пикатинни. Приклад складной на правую сторону, регулируемый по длине, оснащён регулируемым подщёчником.
Автомат производится в вариантах под патрон 6,5 × 39 мм Grendel и 7,62 × 39 мм. Разница заключается в калибре ствола и используемом магазине.

## Страны-эксплуатанты
- Сербия[2]